# Newsteadia biroi
Newsteadia biroi är en insektsart som beskrevs av Kozar och Konczne Benedicty 2000. Newsteadia biroi ingår i släktet Newsteadia och familjen vaxsköldlöss.
Artens utbredningsområde är Papua Nya Guinea. Inga underarter finns listade i Catalogue of Life.